# Bruno Pfützner
Bruno Pfützner (1883, Karlovy Vary, Rakousko-Uhersko - 1961) byl československý fotbalový rozhodčí německé národnosti.
Byl členem Německého svazu rozhodčích v ČSR. V československé lize působil v letech 1924-1938. Řídil celkem 38 ligových utkání. Jako mezinárodní rozhodčí v letech 1935-1937 řídil 17 mezistátních utkání. Ve Středoevropském poháru řídil 9 utkání.